# Zajasovnik, Vransko
Zajasovnik je naselje, katerega del se nahaja v Občini Vransko, del pa v Občini Kamnik. V kamniški občini je kraj nadalje razdeljen tako, da ga nekaj spada pod Zajasovnik - del, nekaj pa pod vas Zgornji Motnik. Kamniški del vasi spada pod pošto 1222 Trojane, vranski del pa pod pošto 3305 Vransko.
Na začetku viadukta proti Trojanam se nahaja mejni kamen med Štajersko in Kranjsko.